# Емерсон Фитипалди
Емерсон Фитипалди (порт. Emerson Fittipaldi) је бразилски возач Формуле 1 и двоструки светски шампион.

## Биографија
Емерсон Фитипалди је рођен 12. децембра 1946. у Сао Паолу, Бразил.
Његов отац је био чувени спортски новинар и Емерсон је заволео мотоспорт још као мали.
Млађи је брат Вилсона Фитипалдија и стриц Кристијана Фитипалдија, који су обојица возили Формулу 1.
Три пута се женио и има шесторо деце.
Године 1997. доживео је озбиљну повреду леђа приликом пада његовог авиона којим је сам пилотирао.

## Професионална каријера
Фитипалди је возио Формула 1 такмичења од 1970. до 1980. године.
Освојио је две шампионске титуле 1972. (са тимом Лотус) и 1974. године (са Маклареном).
Од укупно 149 трка, био најбржи на 14.
Његова задња гран при победа је била на ВН Британије 1975. године.
Од 1984. до 1995. учествовао је и на тркама 500 миља Индијанаполиса, а успео је да тријумфује 1989. и 1993. године.